# Lighthouse Pathetic
Lighhouse Pathetic è il settimo album in studio del gruppo musicale Mastercastle, pubblicato il 10 gennaio 2022 dalla casa discografica Diamonds Prod.
L'album è stato registrato da Pier Gonella tra nel corso del 2021. Lo stesso Gonella ha curato il mixaggio ed il mastering.

## Descrizione
I brani sono stati composti tra il 2019 ed il 2020. La traccia strumentale Rosso Profondo è una rivisitazione del brano Profondo rosso gruppo musicale di rock progressivo italiano Goblin. La traccia Fantastic Planet invece è una rivisitazione della colonna sonora del film d'animazione del 1973 Il Pianeta Selvaggio (La Planète sauvage). La versione Digipack dell'album include la bonus track Princess, che è la versione demo del 2008 del brano Princess of Love del primo album. Nel disco sono presenti numerosi ospiti: Fabio Lione, Flegias, Andrea De Paoli, Mattia Stancioiu, Alessandro Bissa, Francesco La Rosa.
Tutti i testi sono scritti da Giorgia Gueglio. e consistono in "un affascinante viaggio dentro le nostre emozioni, simboleggiate dal faro che illumina il nostro cammino anche quando sembra buio e pieno di insidie". Pier Gonella sintetizza "musicalmente da una parte l’album vede un ritorno alle origini, con un sound più grintoso e veloce e un grande lavoro sulle melodie vocali alternato a brani strumentali molto ricercati" 
 La composizione è cominciata in maniera molto rilassata tre anni fa circa, forse anche un po’ prima. Da un po’ di tempo sto producendo basi e accompagnamenti musicali di vario genere che poi pubblico in formato digitale. In una serie di basi Heavy Metal mi sono ritrovato due o tre tracce che hanno dato inizio al tutto, ho pensato che con la voce di Giorgia Gueglio questi fossero brani ‘Mastercastle’. Dal disco sono stati estratti due singoli: "Who Cares for the Moon", pubblicato il 28 giugno 2022, e l'omonimo "Lighhouse Pathetic", pubblicao insieme al resto del disco.

## Tracce
1. Who Cares for the Moon - 4:18 - (Gueglio, Gonella)
2. The Lighhouse Pathetic - 3:54 - (Gueglio, Gonella)
3. That's All - 4:25 - (Gueglio, Gonella)
4. Rosso Profondo - 3:41 - (Goblin)
5. Call Your Wings  - 4:55 - (Gueglio, Gonella)
6. Monster Whispers - 5:33 - (Gonella)
7. Diamonds - 3:51 - (Gueglio, Gonella)
8. Fantastic Planet - 6:39 - (Alain Goraguer)
9. Space - 4:03 - (Gueglio, Gonella)
10. Fast as a Shark - 3:38 - (Accept)
11. Princess (Demo 2008) - 4:19 - (Gueglio, Gonella)

## Formazione
- Giorgia Gueglio: voce
- Pier Gonella: chitarra
- Steve Vawamas: basso
- Alessio Spallarossa: batteria